# Olivia Colman
Sarah Caroline Olivia Colman (Norwich, Anglia, 1974. január 30. –) Oscar-, Emmy-, háromszoros Golden Globe- és négyszeres BAFTA-díjas brit színésznő.
A Bristol Old Vic Színházi Iskolában diplomázott, karrierje kezdetén pedig elsősorban a televíziós filmek kerültek előtérbe.  Az áttörést Sophie Chapman szerepe hozta meg számára a Channel 4-en futó Peep Showban (2003–2015). Fontosabb televíziós sorozatai a Green Wing (2004–2006), a Beautiful People (2008–2009), a Rev. (2010–2014), a Twenty Twelve (2011–2012) és a Bolhafészek (2016–). A Peep Showban David Mitchell és Robert Webb mellett szerepelt.
2013-ban BAFTA-díjra, mindkét díjat elnyerte. Az Éjszakai szolgálat című 2016-os televíziós sorozatban nyújtott alakításáért Emmy-díjra és Golden Globe-díjra is jelölték.
A 2011-es Tyrannosaurban Hannah szerepének megformálásáért kapott pozitív kritikát. Jelentős filmjei még a Vaskabátok, A Vaslady, és a A király látogatása. Utóbbi filmben Bowes-Lyon Erzsébet brit királyné karakterét formálta meg. Az ezt követő években szerepelt a Locke – Nincs visszaút, a The Thirteenth Tale és A homár című filmekben is. A legjelentősebb szakmai elismeréseket a 2018-as A kedvenc című film hozta el neki, amelyben az Anna brit királynő szerepében nyújtott alakításáért 2019-ben legjobb női főszereplő kategóriában BAFTA-díjat, Golden Globe-díjat és Oscar-díjat nyert.
Ezután ívelt fel igazán a karrierje, 2021-ben női mellékszereplőként újabb Oscar-díjra jelölték Az apa című filmjéért, majd a következő évben Maggie Gyllenhaal Az elveszett lány című lélektani filmdrámájában szállt újra versenybe az aranyszobrocskáért. 2022-ben főszerepet játszott Sam Mendes A fény birodalma című, önéletrajzi ihletésű brit filmdrámában, mellyel újabb Golden Globe-jelölést kapott.

## Gyermekkora és iskolái
Colman Norwichban, Norfolkban született Mary Leakey és Keith Colman gyermekeként. A Norwich High School for Girls és a Gresham’s School tanintézeteiben végezte iskoláit. Első szerepe Jean Brodie megformálása volt a Miss Jean Brodie virágzása című novella adaptációjában az iskolai színjátszókörben, 16 évesen. Édesanyja ráhatására ekkor abbahagyta a balettet, amelyet gyermekkora óta űzött, hogy teljes egészében a színészi pályára koncentrálhasson.
Felsőfokú tanulmányait a Bristol Old Vic Theatre Schoolban, majd 1999-től a Cambridge-i Egyetemen végezte, ahol tagja volt a Cambridge Footlights amatőr színjátszókörnek. Itt együtt lépett színpadra több későbbi színésztársával, így például David Mitchellel, Robert Webbel és Peter Serafinowiczcal.

## Pályafutása

### Televízió és rádió
Colman a BBC, az ITV és a Channel 4 számos televíziós műsorban szerepelt, mint például a Bruiser , Look Around You, Black Books, A hivatal, The Time of Your Life. Nagy-Britanniában rendszeresen szerepelt komédiákban, így például a BBC Radio 4 csatornán sugárzott Concrete Cow , Think the Unthinkable és The House of Milton Jones című műsorokban. A szintén a Radio 4-en futó Hut 33 című sorozatban ő volt Minka, a lengyel titkár hangja. A sorozat a története a második világháború idején játszódik. Szerepelt reklámokban is, így a Brit Autószövetség  gépjármű-biztosításokkal foglalkozó kisfilmjében is feltűnt.
Számos produkcióba dolgozott együtt az Angliában Mitchell és Webb néven elhíresült komikuspárossal. 2003-ban csatlakozott hozzájuk először, amikor a Channel 4 vetíteni kezdte a Peep Showt. Ezt követően több televíziós és rádiós produkcióban fellépett a két humoristával. Ügynöke javaslatára később megszakította a munkakapcsolatot a párossal, és bár a Peep Showban még szerepelt, 2015-ben onnan is kilépett.
Colman 2004 és 2006 között visszatérő szereplője volt a Green Wing című komédiának. 2008 októberében és novemberében szerepelt a Beautiful People című sorozatban, ami Simon Doonan életét dolgozza fel, és amiben annak anyjának szerepét alakította. Több brit televíziós sorozatban vállalt epizódszerepeket, 2010-ben például feltűnt a Magyarországon is nagy sikerrel vetített Ki vagy, doki? című sci-fi sorozatban is. 2011-ben a BBC-n futó Exile-ben játszott többek közt John Simm és Jim Broadbent mellett.
2013-tól szerepelt a Broadchurchbrit televíziós bűnügyi drámasorozatban, ahol Ellie Miller karakterét alakította. A sorozat Dorset városban, Broadchurchben játszódik, egy közösség mindennapjait és egy gyilkosság körülményeit dolgozza fel. 2013-ban BAFTA-díjra jelölték Legjobb női főszereplő vígjáték kategóriában és Legjobb női mellékszereplő kategóriában. Mindkét díjat elnyerte. 2016-ban az Éjszakai szolgálatban nyújtott szerepéért jelölték az Emmy-díjra, a A legjobb női mellékszereplőnek (televíziós minisorozat vagy tévéfilm) kategóriában. Ugyanezért az alakításáért Golden Globe-díjat kapott 2017-ben. 2017 októberétől A Korona című televíziós sorozatban II. Erzsébet brit királynőt formálta meg a harmadik és a negyedik évadban. 2018-ban szerepelt a BBC minisorozatában, A nyomorultakban, amiért szintén pozitív kritikát kapott.

## Filmográfia

### Film
| Év   | Magyar cím                                          | Eredeti cím                                           | Szerep                                 | Magyar hang        |
| ---- | --------------------------------------------------- | ----------------------------------------------------- | -------------------------------------- | ------------------ |
| 2004 | Terhelt Terkel                                      | Terkel in Trouble                                     | Terkel anyja (angol hangja)            |                    |
| 2005 |                                                     | Zemanovaload                                          | tévéproducer                           |                    |
| 2005 |                                                     | One Day (rövidfilm)                                   | Ian anyja                              |                    |
| 2006 | Confetti                                            | Confetti                                              | Joanna Roberts                         | Solecki Janka      |
| 2007 | Vaskabátok                                          | Hot Fuzz                                              | Doris Thatcher                         | Kisfalvi Krisztina |
| 2007 |                                                     | Grow Your Own                                         | Alice                                  |                    |
| 2007 | Anyád lehetnék                                      | I Could Never Be Your Woman                           | fodrász                                |                    |
| 2007 |                                                     | Dog Altogether (rövidfilm)                            | Anita                                  |                    |
| 2009 |                                                     | Le Donk & Scor-zay-zee                                | Olivia                                 |                    |
| 2011 | Tirannoszaurusz                                     | Tyrannosaur                                           | Hannah                                 |                    |
| 2011 | Arrietty – Elvitte a manó                           | Arrietty                                              | Homily (angol hangja)                  |                    |
| 2011 | A Vaslady                                           | The Iron Lady                                         | Carol Thatcher                         | Kisfalvi Krisztina |
| 2012 | A király látogatása                                 | Hyde Park on Hudson                                   | Erzsébet királyné                      | Bertalan Ágnes     |
| 2013 | Az a bizonyos első év                               | I Give It a Year                                      | Linda                                  |                    |
| 2013 | Locke – Nincs visszaút                              | Locke                                                 | Bethan Maguire (hangja)                | Orosz Anna         |
| 2014 | Flörti dancing                                      | Cuban Fury                                            | Sam Garrett                            | Kisfalvi Krisztina |
| 2014 | Mázli, a csodakutya                                 | Pudsey the Dog: The Movie                             | Nelly (hangja)                         | Farkas Zita        |
| 2014 | Thomas, a gőzmozdony – A bátor mozdonyok kalandja   | Thomas & Friends: Tale of the Brave                   | Marion (hangja)                        | Hábermann Lívia    |
| 2014 |                                                     | The Karman Line (rövidfilm)                           | Sarah                                  |                    |
| 2015 | A homár                                             | The Lobster                                           | szállodaigazgató                       | Márton Eszter      |
| 2015 | Thomas, a gőzmozdony – Az elveszett kincs legendája | Thomas & Friends: Sodor's Legend of the Lost Treasure | Marion (hangja)                        | Hábermann Lívia    |
| 2015 |                                                     | London Road                                           | Julie                                  |                    |
| 2017 | Gyilkosság az Orient expresszen                     | Murder on the Orient Express                          | Hildegarde Schmidt                     | Németh Kriszta     |
| 2018 | A kedvenc                                           | The Favourite                                         | Anna brit királynő                     | Kocsis Judit       |
| 2019 | Azok, kik követik                                   | Them That Follow                                      | Hope                                   | Ráckevei Anna      |
| 2020 | Az apa                                              | The Father                                            | Anne                                   | Kiss Eszter        |
| 2021 | A Mitchellék a gépek ellen                          | The Mitchells vs. the Machines                        | PAL (hangja)                           | Kiss Eszter        |
| 2021 |                                                     | Mothering Sunday                                      | Mrs. Niven                             |                    |
| 2021 |                                                     | The Electrical Life of Louis Wain                     | narrátor                               |                    |
| 2021 | Az elveszett lány                                   | The Lost Daughter                                     | Leda Caruso                            | Bodor Böbe         |
| 2021 | Hibás Ron                                           | Ron's Gone Wrong                                      | Donka (hangja)                         | Zsurzs Kati        |
| 2022 | Menekülés a boldogságba                             | Joyride                                               | Joy                                    |                    |
| 2022 | A fény birodalma                                    | Empire of Light                                       | Hilary Small                           | Kiss Eszter        |
| 2022 | Scrooge: Karácsonyi ének                            | Scrooge: A Christmas Carol                            | A múlt karácsonyának szelleme (hangja) | Pikali Gerda       |
| 2022 | Csizmás, a kandúr: Az utolsó kívánság               | Puss in Boots: The Last Wish                          | Mama medve (hangja)                    | Kiss Eszter        |
| 2023 | Mocskos kis levelek                                 | Wicked Little Letters                                 | Edith Swan                             |                    |
| 2023 | Wonka                                               | Wonka                                                 | Suvickné                               | Szőlőskei Tímea    |
| 2024 | Paddington Peruban                                  | Paddington in Peru                                    | Tisztelendő anya / Clarissa Cabot      | Kiss Eszter        |

### Televízió

#### Tévéfilm
| Év   | Cím                                                    | Szerep                          |
| ---- | ------------------------------------------------------ | ------------------------------- |
| 2003 | The Strategic Humour Initiative                        | több szereplő                   |
| 2005 | Angell's Hell                                          | Belinda                         |
| 2007 | The Grey Man                                           | Linda Dodds                     |
| 2008 | Hancock and Joan                                       | Marion                          |
| 2008 | Consuming Passion                                      | Janet Bottomley / Violetta Kiss |
| 2012 | Bad Sugar                                              | Joan Cauldwell                  |
| 2013 | The Suspicions of Mr Whicher: The Murder In Angel Lane | Susan Spencer                   |
| 2013 | A tizenharmadik mese (The Thirteenth Tale)             | Margaret Lea                    |
| 2013 | The Five(ish) Doctors Reboot                           | önmaga                          |
| 2016 | We're Going on a Bear Hunt (rövidfilm)                 | anya (hangja)                   |

#### Sorozat
| Év        | Magyar cím             | Eredeti cím                     | Szerep                     | Megjegyzések                                               |
| --------- | ---------------------- | ------------------------------- | -------------------------- | ---------------------------------------------------------- |
| 2000      |                        | Bruiser                         | több szereplő              | 6 epizód                                                   |
| 2001      |                        | The Mitchell and Webb Situation | több szereplő              | 5 epizód                                                   |
| 2001      |                        | People Like Us                  | Pamela Eliot               | 1 epizód                                                   |
| 2001      |                        | Mr Charity                      | stresszes anya             | 1 epizód                                                   |
| 2001      |                        | Comedy Lab                      | Linda                      | 1 epizód                                                   |
| 2002      |                        | Rescue Me                       | Paula                      | 1 epizód                                                   |
| 2002      | Holby Városi Kórház    | Holby City                      | Kim Prebble                | 1 epizód                                                   |
| 2002      | A hivatal              | Office                          | Helena                     | 1 epizód                                                   |
| 2003      |                        | Gash                            | több szereplő              | 3 epizód                                                   |
| 2003      |                        | Eyes Down                       | Mandy Foster               | 1 epizód                                                   |
| 2003–2015 | Peep Show              | Peep Show                       | Sophie Chapman             | - 32 epizód - magyar hangja: - Solecki Janka               |
| 2004      |                        | Black Books                     | Tanya                      | 1 epizód                                                   |
| 2004      |                        | Swiss Toni                      | Linda Byron                | 1 epizód                                                   |
| 2004      |                        | NY-LON                          | Lucy                       | 1 epizód                                                   |
| 2004      |                        | Coming Up                       | recepciós                  | 1 epizód                                                   |
| 2004–2006 |                        | Green Wing                      | Harriet Schulenburg        | 18 epizód                                                  |
| 2005      |                        | Look Around You                 | Pam Bachelor               | 6 epizód                                                   |
| 2005      | Robinsonék             | The Robinsons                   | Connie                     | 1 epizód                                                   |
| 2005      |                        | Murder in Suburbia              | Ellie                      | 1 epizód                                                   |
| 2005      |                        | ShakespeaRe-Told                | Ursula                     | 1 epizód                                                   |
| 2006–2008 |                        | That Mitchell and Webb Look     | több szereplő              | 13 epizód                                                  |
| 2007      |                        | The Time of Your Life           | Amanda                     | 6 epizód                                                   |
| 2008      | Szerelmi bájital       | Love Soup                       | Penny                      | 1 epizód                                                   |
| 2008–2009 |                        | Beautiful People                | Debbie Doonan              | 12 epizód                                                  |
| 2008–2018 |                        | Would I Lie to You?             | önmaga                     | vetélkedő                                                  |
| 2009      | Skins                  | Skins                           | Gina Campbell              | 1 epizód                                                   |
| 2009      | Kisvárosi gyilkosságok | Midsomer Murders                | Bernice                    | 1 epizód                                                   |
| 2009      |                        | Mister Eleven                   | Beth Paley                 | 2 epizód                                                   |
| 2010      | Ki vagy, doki?         | Doctor Who                      | anya                       | 1 epizód                                                   |
| 2010–2014 |                        | Rev.                            | Alex Smallbone             | 19 epizód                                                  |
| 2011      | Száműzetés             | Exile                           | Nancy Ronstadt             | 3 epizód                                                   |
| 2011–2012 |                        | Twenty Twelve                   | Sally Owen                 | 10 epizód                                                  |
| 2012      |                        | Accused                         | Sue Brown                  | 1 epizód                                                   |
| 2013–2017 |                        | Broadchurch                     | DS Ellie Miller            | 24 epizód                                                  |
| 2013      |                        | Run                             | Carol                      | 2 epizód                                                   |
| 2014      |                        | Big Ballet                      | narrátor                   | 3 epizód                                                   |
| 2014      |                        | The 7.39                        | Maggie Matthews            | 2 epizód                                                   |
| 2014      |                        | W1A                             | Sally Owen                 | 1 epizód                                                   |
| 2014      |                        | The Secrets                     | Pippa                      | 1 epizód                                                   |
| 2014      |                        | Mr. Sloane                      | Janet Sloane               | 6 epizód                                                   |
| 2014      |                        | This is Jinsy                   | Joan Jenkins               | 1 epizód                                                   |
| 2014–2018 | Thomas, a gőzmozdony   | Thomas & Friends                | Marion (hangja)            | 9 epizód                                                   |
| 2016      | Tömény történelem      | Drunk History                   | Ethel Le Neve              | 1 epizód                                                   |
| 2016      | Éjszakai szolgálat     | The Night Manager               | Angela Burr                | - 6 epizód - magyar hangja: - Kisfalvi Krisztina           |
| 2016–2018 |                        | Flowers                         | Deborah Flowers            | 12 epizód                                                  |
| 2016–2018 |                        | The Secret Life of the Zoo      | narrátor                   | 1-5. évad                                                  |
| 2016–2019 | Bolhafészek            | Fleabag                         | keresztanya                | 9 epizód                                                   |
| 2017      |                        | Inside Dior                     | narrátor                   | 2 epizód                                                   |
| 2018      |                        | The Super Squirrels             | narrátor                   | 1 epizód                                                   |
| 2018      |                        | Watership Down                  | Strawberry (hangja)        | 4 epizód                                                   |
| 2019      | A nyomorultak          | Les Misérables                  | Madame Thénardier          | - minisorozat (4 epizód) - magyar hangja: - Bertalan Ágnes |
| 2019–2020 | A Korona               | The Crown                       | II. Erzsébet brit királynő | - 20 epizód - magyar hangja: - Hűvösvölgyi Ildikó          |
| 2020      | A Simpson család       | The Simpsons                    | Lily (hangja)              | 1 epizód                                                   |
| 2021      | Titkok a kertben       | Landscapers                     | Susan Edwards              | 4 epizód (vezető producer)                                 |
| 2022–     | Fülig beléd zúgtam     | Heartstopper                    | Sarah Nelson               | - 6 epizód - magyar hangja: - Bertalan Ágnes               |
| 2023      | Titkos invázió         | Secret Invasion                 | Sonya Falsworth            | - főszereplő - magyar hangja: - Szőlőskei Tímea            |
| 2023–2024 | A mackó                | The Bear                        | Terry séf                  | - 3 epizód - magyar hangja: - Mics Ildikó                  |

## Filmes díjai és jelölései
megnyert díjak
- 2017 – Golden Globe-díj a legjobb női mellékszereplőnek (televíziós sorozat, televíziós minisorozat vagy tévéfilm) (Éjszakai szolgálat)
- 2019 – Oscar-díj a legjobb női főszereplőnek (A kedvenc)
- 2019 – BAFTA-díj a legjobb női főszereplőnek (A kedvenc)
- 2019 – Golden Globe-díj a legjobb női főszereplőnek – filmmusical vagy vígjáték (A kedvenc)
- 2020 – Golden Globe-díj a legjobb női főszereplőnek – drámasorozat (A Korona)
- 2021 – Primetime Emmy-díj a legjobb női főszereplőnek (drámasorozat) (A Korona)

jelölések
- 2016 – Primetime Emmy-díj a legjobb női mellékszereplőnek (televíziós minisorozat vagy tévéfilm) (Éjszakai szolgálat)
- 2019 – Screen Actors Guild-díj a legjobb női főszereplőnek (A kedvenc)
- 2019 – Primetime Emmy-díj a legjobb női mellékszereplőnek (vígjátéksorozat) (Bolhafészek)
- 2020 – Screen Actors Guild-díj a legjobb színésznőnek (drámasorozat) (A Korona)
- 2020 – Primetime Emmy-díj a legjobb női főszereplőnek (drámasorozat) (A Korona)
- 2021 – Oscar-díj a legjobb női mellékszereplőnek (Az apa)
- 2021 – Golden Globe-díj a legjobb női mellékszereplőnek (Az apa)
- 2021 – Screen Actors Guild-díj a legjobb női mellékszereplőnek (Az apa)
- 2021 – Golden Globe-díj a legjobb női főszereplőnek – drámasorozat (A Korona)
- 2021 – Screen Actors Guild-díj a legjobb színésznőnek (drámasorozat) (A Korona)
- 2022 – Golden Globe-díj a legjobb női főszereplőnek – filmdráma (Az elveszett lány)
- 2022 – Screen Actors Guild-díj a legjobb női főszereplőnek (Az elveszett lány)
- 2022 – Oscar-díj a legjobb női főszereplőnek (Az elveszett lány)
- 2023 – Golden Globe-díj a legjobb női főszereplőnek – filmdráma (A fény birodalma)
- 2024 – Primetime Emmy-díj a legjobb vendégszínésznőnek (vígjátéksorozat) (A mackó)
- 2025 – Primetime Emmy-díj a legjobb vendégszínésznőnek (vígjátéksorozat) (A mackó)